# Sankt Martin am Tennengebirge
Sankt Martin am Tennengebirge è un comune austriaco di 1 607 abitanti nel distretto di Sankt Johann im Pongau, nel Salisburghese.